# Velaro

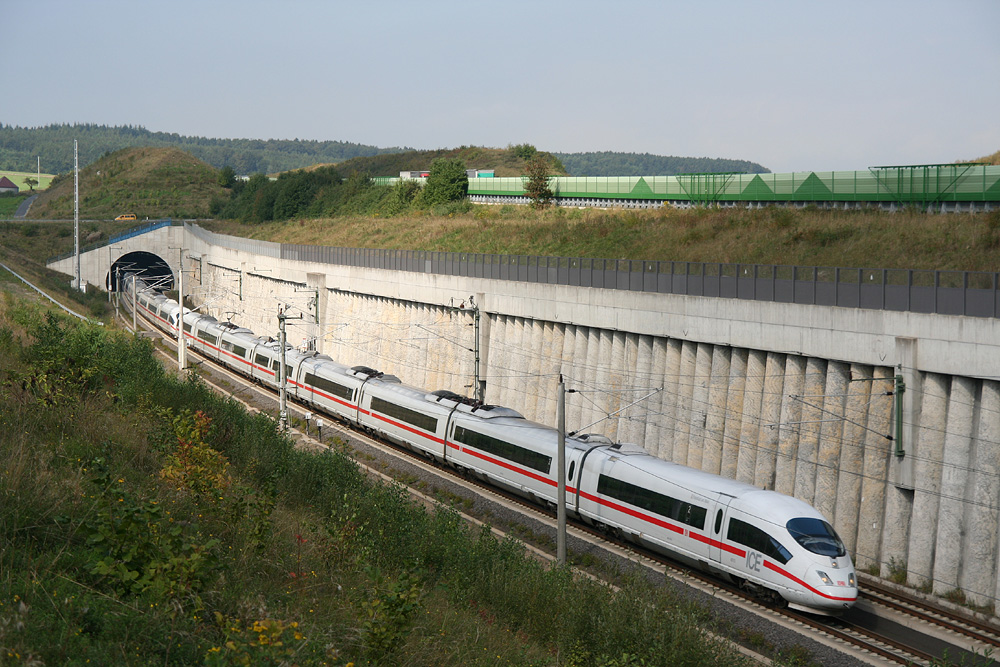
ICE 3 en unité multiple sur la LGV Cologne - Francfort près de Montabaur

Les trains Velaro sont une famille d'automotrices à grande vitesse fabriqués par Siemens. Velaro est une marque déposée de Siemens. Il s'agit du premier train à grande vitesse entièrement conçu par le constructeur allemand. Le Velaro est dérivé de l'ICE 3 fabriqué  pour la Deutsche Bahn dans le cadre d'un consortium autour de Siemens et Bombardier.
Des trains Velaro circulent en Espagne, en Russie, en Turquie, en Chine, en Belgique, en France et au Royaume-Uni. La Deutsche Bahn et Eurostar ont également commandé des automotrices de ce type.

## Caractéristiques générales

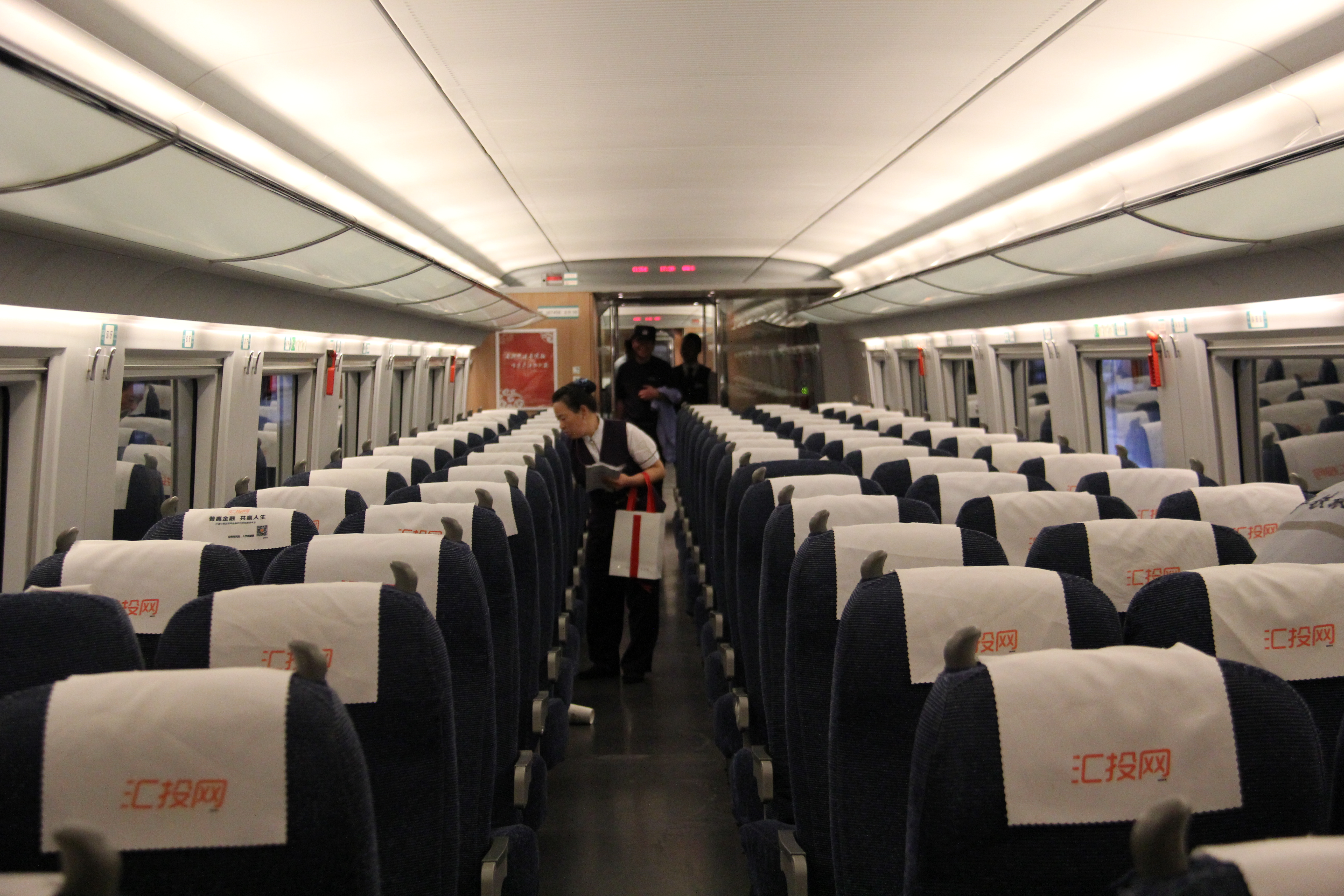
Salon de deuxième classe du CRH3

Tous les équipements électriques et la motorisation sont répartis en dessous de l'espace voyageurs, ce qui permet plus de places voyageurs et l'option d'installer des compartiments aux deux bouts du train avec vue sur la place du conducteur et sur la voie avant ou arrière.
Un train est composé de 8, 10 ou 16 voitures avec une cabine conducteur à chaque extrémité. Les quatre (ou cinq) voitures de tête et de queue forment un module de traction distribué avec un à trois pantographes, selon les besoins d'alimentation de courant sur divers réseaux. Deux trains peuvent être couplés en double traction par des attelages automatiques  Scharfenberg.

## Commercialisation

### Espagne
Le Velaro E est utilisé par la Renfe en Espagne sous le nom « AVE S-103 ».
Siemens annonce en juin 2007 qu'avec une vitesse d'exploitation de 350 km/h et une vitesse maximale de 403,7 km/h il s'agit du train le plus rapide produit en série.

### Chine

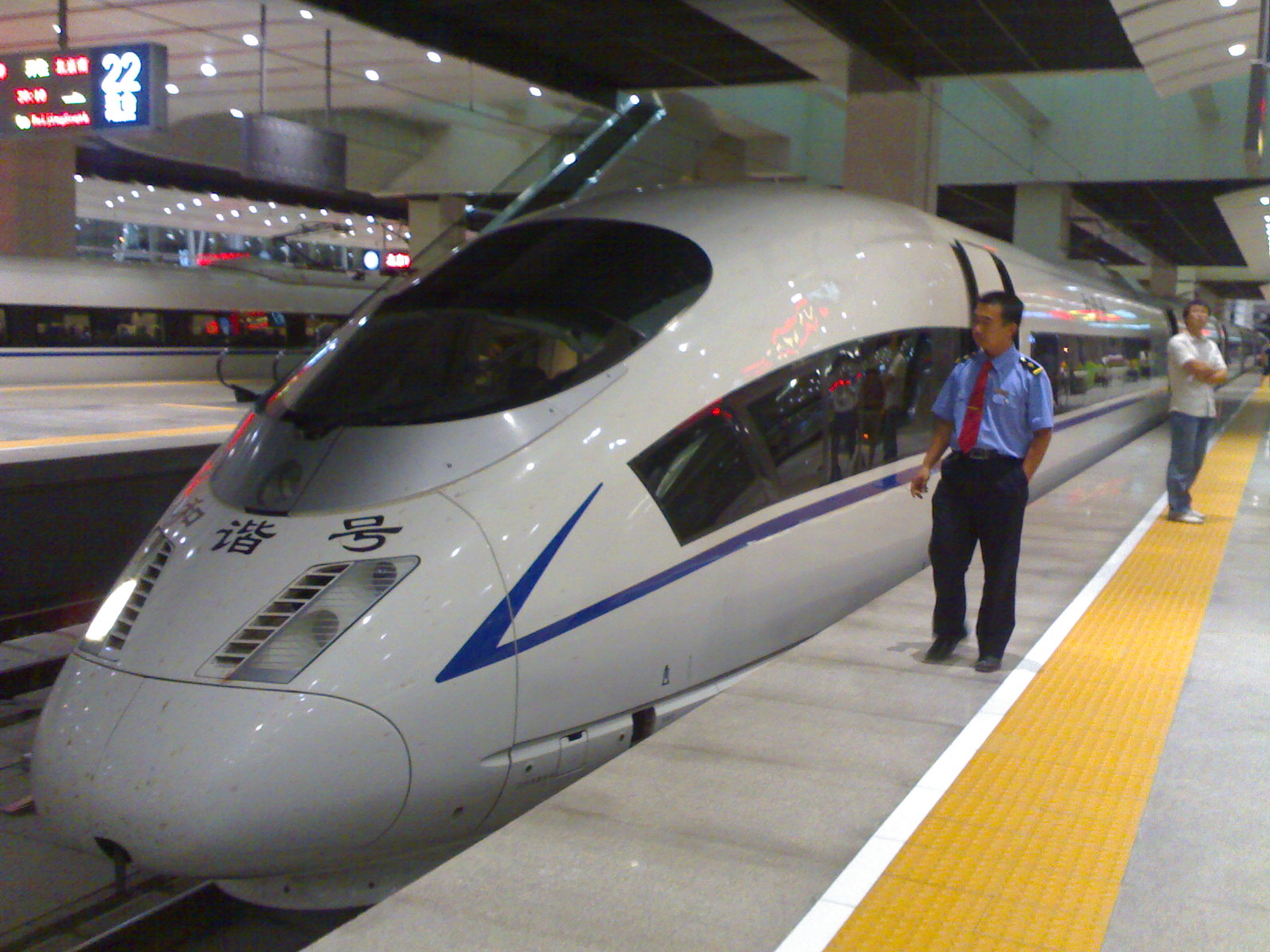
CRH3 en gare en Chine.

Le CRH3 mesure 3,26 mètres de large, ce qui permet de placer 2+2 sièges en première classe, et 2+3 en seconde, offrant un total de 600 places dans huit voitures.
Les CRH3 sont en service sur la LGV Pékin - Tianjin depuis le 1er août 2008. Avec une vitesse maximale d'exploitation de 350 km/h, ils roulent à la vitesse de croisière de 330 km/h.

### Russie

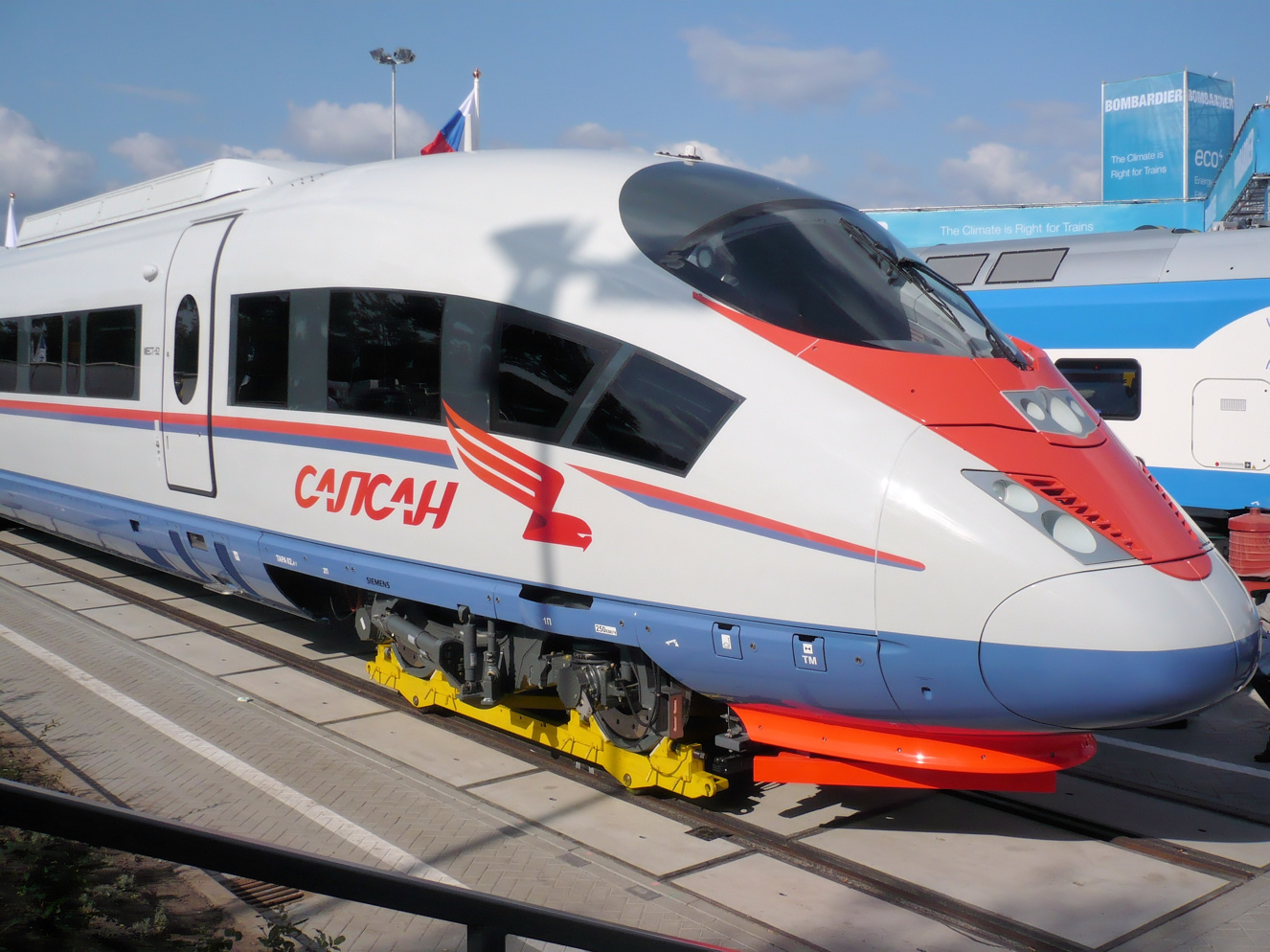
Velaro RUS à l'InnoTrans 2008.

En avril 2005, la compagnie des chemins de fer russes (RZD) a signé un contrat pour développer en commun un train grande vitesse pour la Russie.

### Allemagne
Le 17 décembre 2008, la DB et Siemens ont signé un contrat sur la livraison de 15 rames d'un train à grande vitesse capable de circuler dans plusieurs pays d'Europe : le Velaro D.

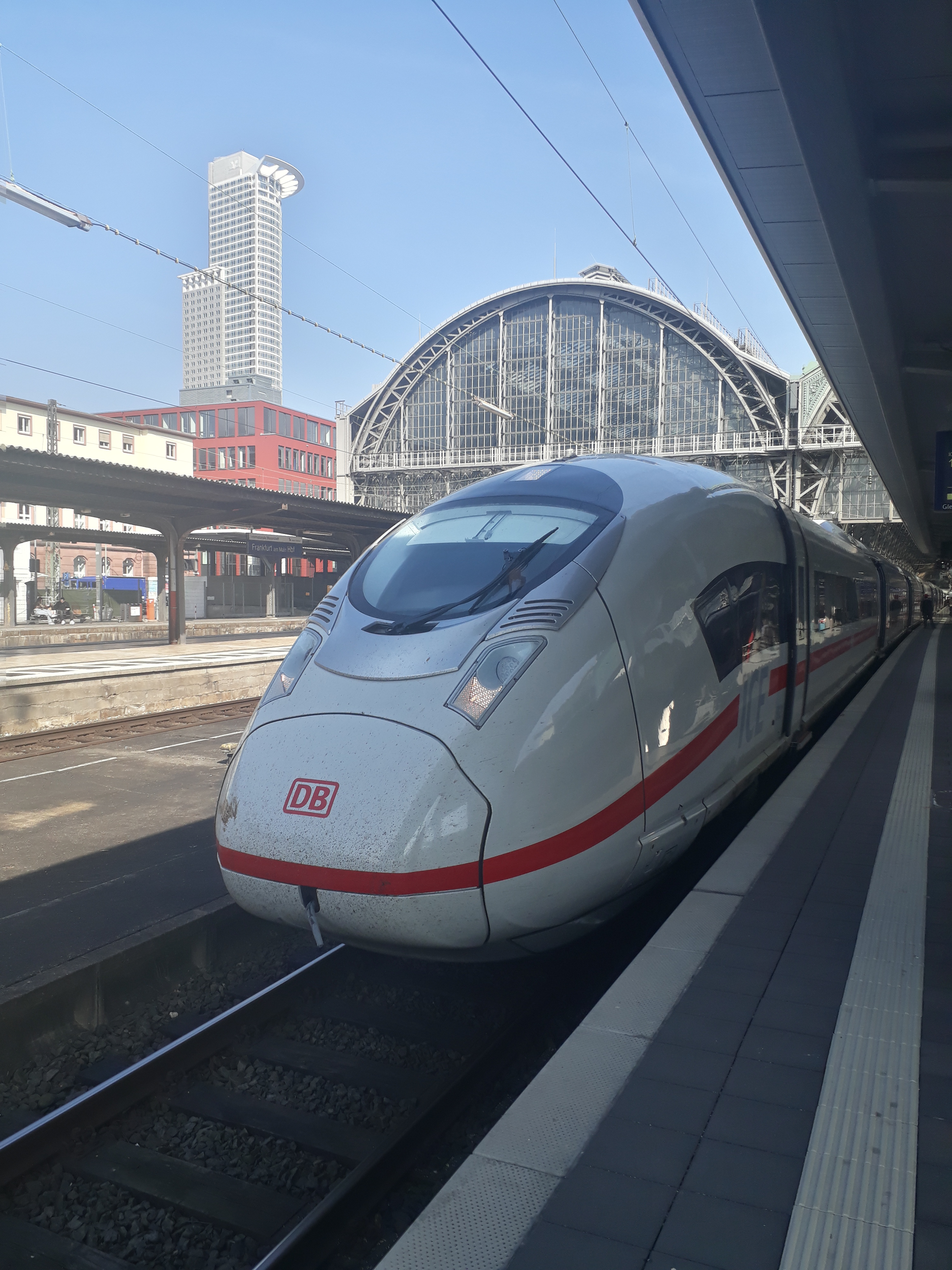
Un Velaro MS à Francfort

Le Velaro D était commandé avec l'intention de circuler en Allemagne, en France (notamment sur la LGV Rhin-Rhône) et en Belgique (notamment sur la LGV 3 ou la LGV 1), à la vitesse maximale de 320 km/h. Il est composé de huit voitures pour 460 sièges, soit plus que l'ICE 3 M. Leur livraison, initialement prévue à partir de 2011, a été retardée à plusieurs reprises. Ce n'est qu'en avril 2014 que la DB avait reçu huit trains à disposition pour une utilisation en Allemagne. À ce moment-là, la commande avait été augmentée à 17 unités.
Les premières rames de la DB étaient prévues de circuler fin 2011, à l'occasion du changement d'horaires et de la mise en service de la LGV Rhin-Rhône en France,. L’autorisation pour l’exploitation commerciale du Velaro D pour la France s‘effectua en 2015,.
Le Velaro D se distingue de ces prédécesseurs par un nez, à savoir un couvercle de l'accoupleur automatique, différent, et par un toit un peu plus élevé à cause de plusieurs installations mises sur le toit. Le train aura également des essieux différents de ceux de l'ICE-3 original[réf. nécessaire]. Il embarque également des équipements contre le feu, qui lui permettront peut-être de circuler dans le tunnel sous la Manche.
Le 15 juillet 2020, le Deutsche Bahn a commandé à Siemens Mobility, 30 ICE Velaro MS polycourant aptes à 320 km/h. Une option pour 60 trains supplémentaires a également été signé. En février de 2022 la commande a été augmentée de 43 rames, et en mai 2023 de autre 17 rames. Les 90 trains sont prévues être en service au fin de 2028. Le premier de ces trains appelé « ICE 3 neo » par Deutsche Bahn et classé 408 a été achevé en 2021 et présenté au public en février 2022 et entra en service au décembre de 2022, D'une puissance de 8 000 kW, ils ont une capacité de 456 places et sont accessibles aux personnes à mobilité réduite.

### Eurostar

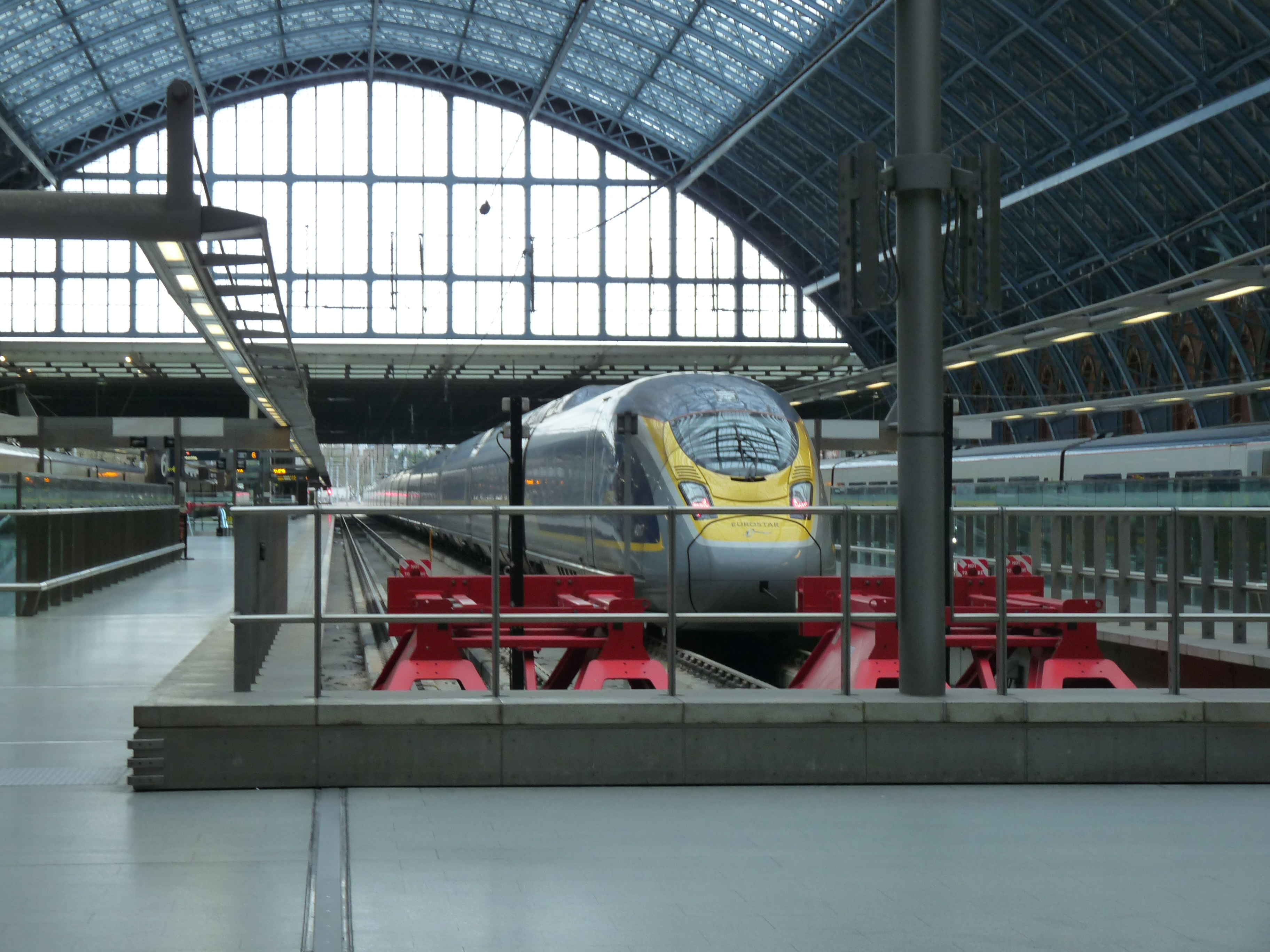
Eurostar e320 au Gare de Saint-Pancras à Londres.

En octobre 2010, Eurostar a décidé de passer une commande de 10 trains à grande vitesse Velaro nommés e320 pour circuler entre Paris, Londres et Bruxelles, mais aussi participer à l'extension de l'exploitation du réseau Eurostar. Ces nouveaux trains interopérables, c'est-à-dire capable de rouler sur les différents réseaux européens, pourront transporter 900 passagers, soit 20 % de plus que les rames actuelles, à une vitesse maximale de 320 km/h. Nicolas Petrovic, directeur général d'Eurostar, estime que des liaisons vers Amsterdam, Cologne, Francfort, Lyon, Avignon, Marseille ou encore Genève pourront être étudiées.
Leur livraison, initialement prévue en 2014 etait reportée par le constructeur à 2015. En juin 2016, neuf trains ont été livrés. En mars 2018, tous les dix-sept trains étaient en service.

### Turquie

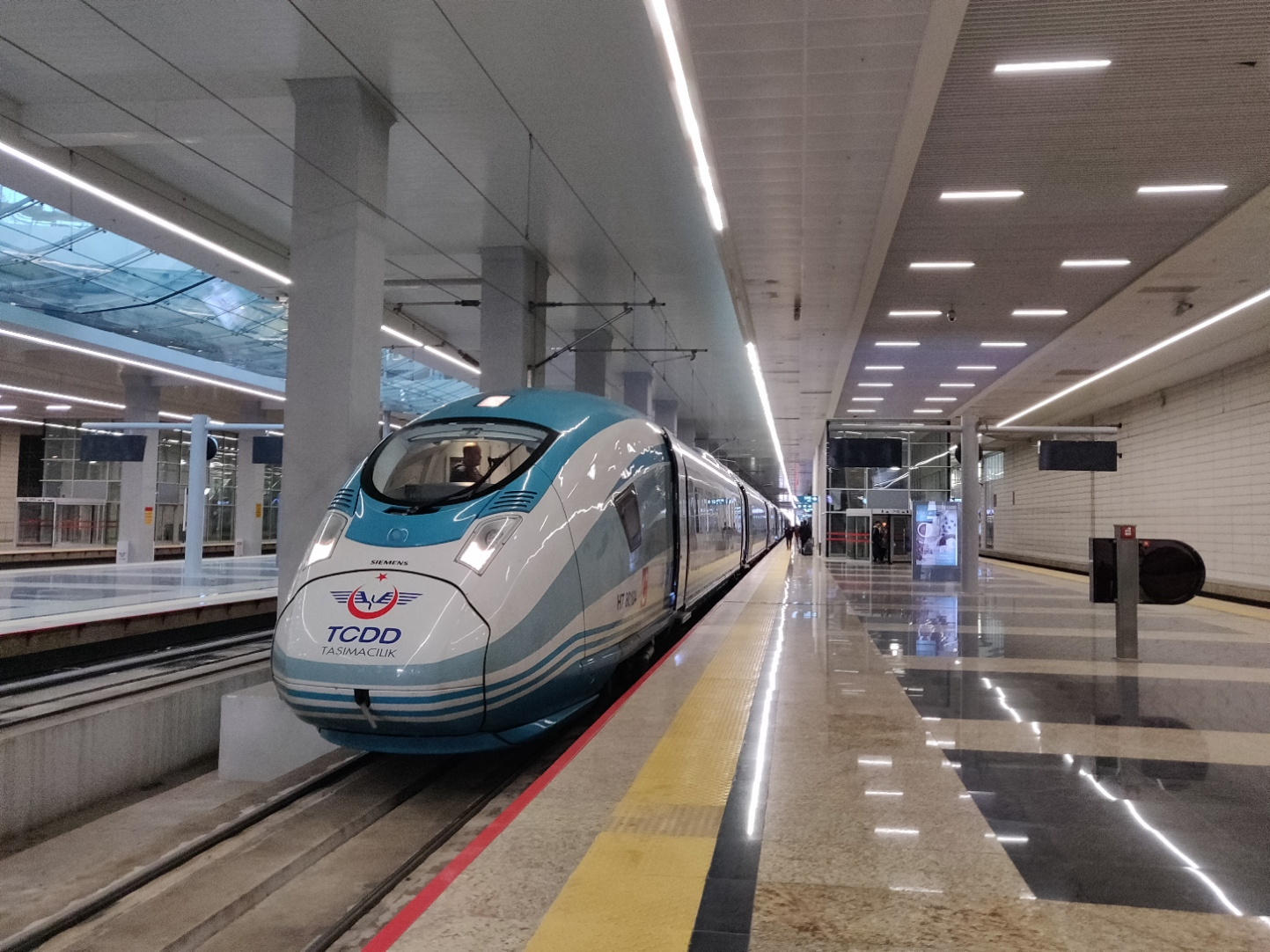
TCDD HT80000 (Siemens Velaro) du service YHT au nouveau terminal ATG à Ankara, ouvert en 2016.

En 2013, la compagnie nationale turque TCDD commande sept rames Velaro pour 285 millions d'euros.